# Ergavia athalia
Ergavia athalia là một loài bướm đêm trong họ Geometridae.